# Jarkko Kauppinen
Jarkko Kauppinen (ur. 6 kwietnia 1982 w Vieremä) – fiński biathlonista.
Swój debiut w pucharze świata zaliczył 5 grudnia 2002 w Östersund. W biegu sprinterskim uplasował się na 99. pozycji. Pierwsze punkty pucharu świata zdobył 19 stycznia 2008 w Rasen-Antholz – zajął 26. miejsce w biegu pościgowym.
Podczas swoich występów w pucharze świata, raz uplasował się na miejscu w pierwszej dziesiątce – 28 listopada 2012 roku. W biegu indywidualnym podczas pucharu w Östersund zajął 10. miejsce.

## Osiągnięcia

### Mistrzostwa świata
| Rok  | Miejscowość          | Miejsce | Konkurencja       |
| ---- | -------------------- | ------- | ----------------- |
| 2007 | Rasen-Antholz        | 57.     | sprint            |
| 2007 | Rasen-Antholz        | 67.     | bieg indywidualny |
| 2007 | Rasen-Antholz        | 53.     | bieg pościgowy    |
| 2008 | Östersund            | 81.     | sprint            |
| 2008 | Östersund            | 40.     | bieg indywidualny |
| 2008 | Östersund            | 14.     | sztafeta          |
| 2008 | Östersund            | 10.     | sztafeta mieszana |
| 2011 | Chanty-Mansyjsk      | 58.     | sprint            |
| 2011 | Chanty-Mansyjsk      | 70.     | bieg indywidualny |
| 2011 | Chanty-Mansyjsk      | 44.     | bieg pościgowy    |
| 2011 | Chanty-Mansyjsk      | 19.     | sztafeta          |
| 2012 | Ruhpolding           | 71.     | sprint            |
| 2012 | Ruhpolding           | 42.     | bieg indywidualny |
| 2012 | Ruhpolding           | 20.     | sztafeta          |
| 2013 | Nové Město na Moravě | 38.     | sprint            |
| 2013 | Nové Město na Moravě | 54.     | bieg indywidualny |
| 2013 | Nové Město na Moravě | 56.     | bieg pościgowy    |
| 2013 | Nové Město na Moravě | 21.     | sztafeta          |

### Puchar świata
| Sezon     | Miejsce |
| --------- | ------- |
| 2013/2014 | 73.     |
| 2012/2013 | 62.     |
| 2011/2012 | 82.     |
| 2010/2011 | 88.     |
| 2007/2008 | 73.     |